# Hermóðr
Hermóðr (anglicizzato talvolta Hermod) il Coraggioso (in lingua norrena "spirito della guerra") è una figura della mitologia norrena, figlio di Odino e Frigga.

## Nelle fonti

### Edda in prosa
Hermóðr appare nella sezione 49 della prima parte dell'Edda in prosa, il Gylfaginning, in cui viene raccontato che gli dei erano senza parole e sconvolti per la morte di Baldr, e incapaci di reagire perché paralizzati dal dolore. Successivamente, gli dèi riacquistano le forze e Frigg chiede agli Æsir chi, tra loro, desideri guadagnarsi il suo amore e la sua gratitudine recandosi nel regno di Hel, la dimora dei morti. Chiunque avesse accettato, avrebbe dovuto offrire a Hel, la dea degli inferi, un riscatto per ottenere il ritorno di Baldr ad Ásgarðr. Hermóðr accetta e, a cavallo di Sleipnir, il cavallo di Odino, si dirige verso Hel.
Così infatti riporta direttamente la fonte:
(Snorri Sturluson - Edda in prosa - Gylfaginning IL - Traduzione di Stefano Mazza)
Il viaggio dura nove notti, attraverso valli buie e profonde, fino a quando Hermóðr giunge al ponte Gjallarbrú, un ponte ricoperto d'oro, sul fiume Gjöll. A guardia del ponte vi è Móðguðr ("furore di battaglia" oppure "stanca per la battaglia"). Quest'ultima dice a Hermóðr che Baldr ha già attraversato il ponte, e che quindi egli avrebbe dovuto cavalcare verso il basso e verso nord.
(Snorri Sturluson - Edda in prosa - Gylfaginning IL - Traduzione di Stefano Mazza)

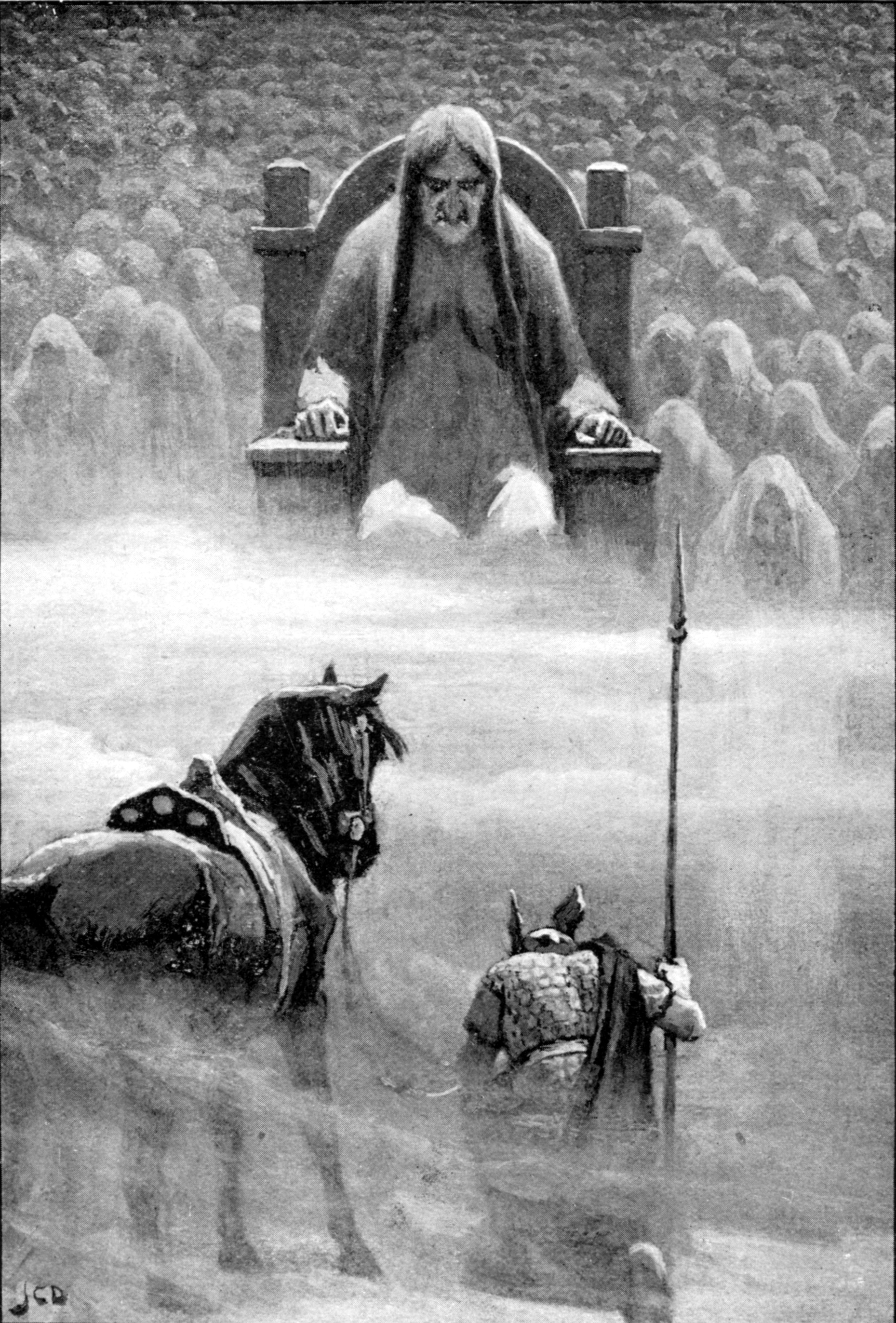
Hermóðr di fronte ad Hel.

Poco prima di giungere alle porte di Hel, Hermóðr smonta da cavallo, stringe il sottopancia di Sleipnir, vi ri-monta e lo sprona, facendogli saltare il cancello. Giunto al palazzo di Hel, Hermóðr vede Baldr, il quale occupa il seggio più importante. Hermóðr prega Hel di lasciar andare Baldr, per mettere fine al dolore che regna tra gli Æsir. Hel risponde che, affinché Baldr sia rilasciato, tutte le cose, viventi e non, dovranno piangere per lui.
(Snorri Sturluson - Edda in prosa - Gylfaginning IL - Traduzione di Stefano Mazza)

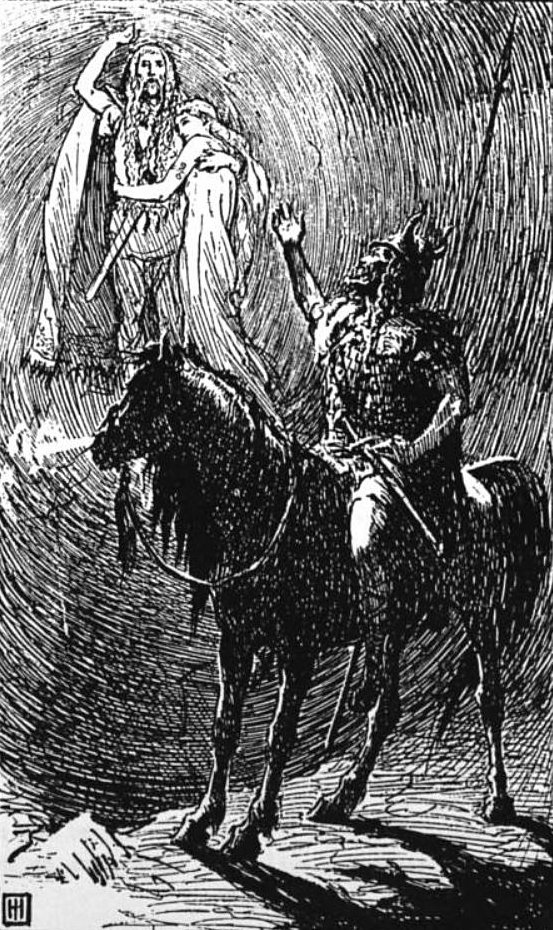
Baldr e Nanna salutano Hermóðr.

Baldr dà a Hermóðr il Draupnir, l'anello (o bracciale) d'oro che indossava sulla pira quando era stato arso vivo, affinché lo riporti a Odino. Nanna, morta di dolore in seguito all'uccisione di Baldr e bruciata sulla sua stessa pira, dà a Hermóðr una tunica da consegnare a Frigg, insieme ad altri regali e un anello per Fulla. In seguito, Hermóðr torna ad Ásgarðr con il messaggio.
(Snorri Sturluson - Edda in prosa - Gylfaginning IL - Traduzione di Stefano Mazza)
Hermóðr è chiamato "figlio" di Odino nella maggior parte dei manoscritti, mentre nel Codex Regius viene detto sveinn Óðins, ovvero il "ragazzo di Odino", che nel contesto può essere tradotto come "il servitore di Odino". Hermóðr, in un passaggio successivo, viene denominato "fratello di Baldr" e appare tra i figli di Odino.

### Edda Poetica
Il nome Hermód sembra essere attribuito a un eroe mortale che appare nell'Edda poetica, in particolare nel canto Hyndluljóð dell'Edda minore.

### Poesia scaldica
Nel poema scaldico Hákonarmál (strofa 14) Hermóðr e Bragi appaiono nel Valhalla mentre ricevono Haakon il Buono.

### Beowulf
Nel poema in lingua anglosassone Beowulf, Heremod è un re danese in esilio. Nelle genealogie anglosassoni, Heremod appare come uno dei discendenti di Sceafa e, di solito, come padre di Skjöld.

### Nella cultura moderna
Gli Amon Amarth, nel loro album With Oden on Our Side, hanno scritto la canzone "Hermod's Ride to Hel - Lokes Treachery Part 1" (La cavalcata di Hermóðr verso Hel - la congiura di Loki parte 1), che narra del viaggio di Hermóðr.